# Rafael Cansinos Assens

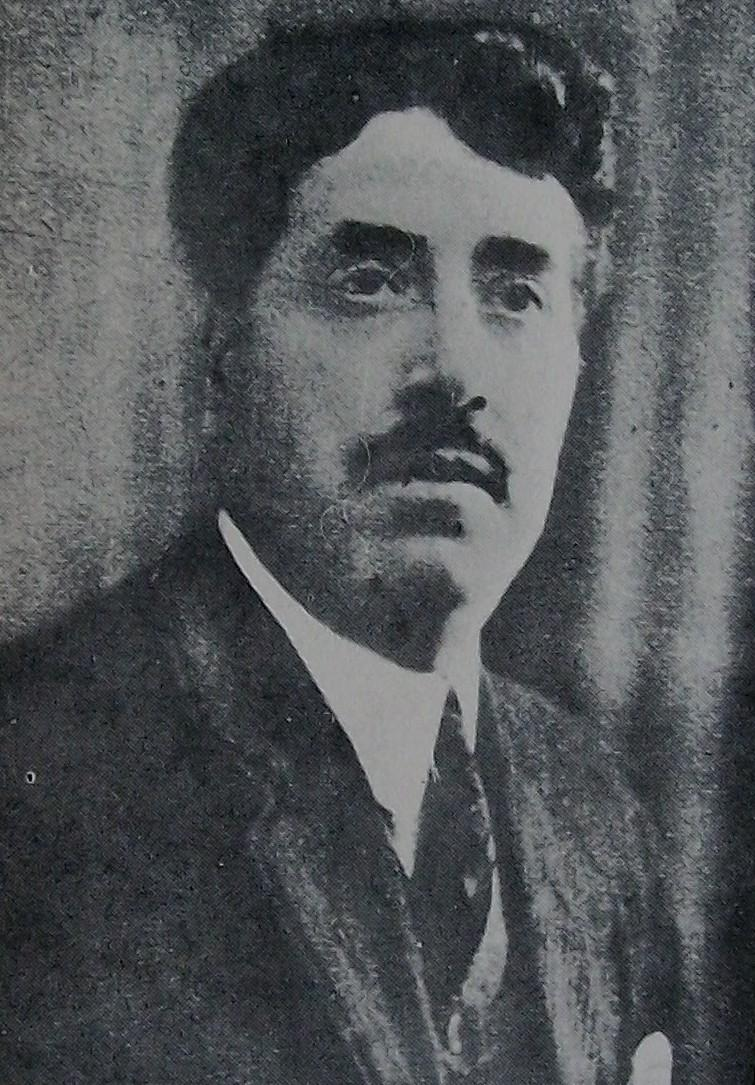
Rafael Cansinos Assens

Rafael Cansinos Assens (* 24. November 1882 in Sevilla; † 6. Juli 1964 in Madrid) war ein spanischer Dichter, Übersetzer, Essayist und Literaturkritiker. Er war einer der Begründer des Ultraismus, einer literarischen Bewegung im Spanien des frühen 20. Jahrhunderts.
Cansinos beherrschte mehrere Sprachen. Er übersetzte Tausendundeine Nacht, Teile des Talmud, den Koran, Werke von Dostojewski, von Goethe und von Shakespeare ins Spanische.
Er hinterließ ein umfangreiches literarisches Werk, fast alle seine veröffentlichten Werke sind inzwischen vergriffen und nur wenige wurden neu aufgelegt.

## Leben
Rafael Cansinos Assens wurde als Sohn von Manuel Cansino de la Vega und Dolores Assens y Rodríguez. in Sevilla geboren, wo er die ersten fünf Jahre seines Lebens verbrachte. Am 27. November 1882 wurde er in der Kirche San Martin auf den Namen Rafael María Juan de la Cruz, Manuel, José Antonio de la Santísima Trinidad getauft. Er hatte noch zwei Schwestern, Maria Josefa (* 1876) und Maria del Pilar (* 1877).
Als er 4 Jahre alt war, lehrte ihn seine Mutter das Lesen anhand von schön gedruckten alten Büchern. Cansinos Assens erhielt durch seine Mutter und in der Schule eine katholische Erziehung. Er besuchte das von Mönchen geleitete Colegio de los Escolapios, wo er auch Latein lernte. Nach dem Tod des Vaters im Jahr 1894 lebte die Familie in schwierigen wirtschaftlichen Verhältnissen. Als Dreizehnjähriger verließ er die Schule und trat, finanziert durch ein Stipendium, in eine Handelsschule in Sevilla ein. 1899 starb die Mutter und die wirtschaftlichen Probleme der Restfamilie verschlimmerten sich.
Im folgenden Jahr beschäftigte er sich mit der Herkunft seiner Familie, studierte Heraldikbücher und befasste sich mit den mündlich überlieferten Geschichten seiner Familie. Ab 1901 unterzeichnete er mit Cansinos, im Glauben, dass der in Asturien gebräuchliche sefardische Name Cansino, in Andalusien das "s" verloren habe.
Nach einigen Jahren im Dunstkeis der Madrider Bohème fing er an, für Zeitungen zu schreiben.
Seit 1905 arbeitete er als Journalist für La Correspondencia de España, schrieb in dieser Zeit Gedichte und besuchte Cafés in Madrid, wo er Literaten und Journalisten kennenlernte und sich literarischen Zirkeln anschloss. Hier traf er auf llamado Farache, einen spanischen Juden, der sich aktiv in einer philosefardischen Bewegung engagierte, die sich um eine Erinnerung an Spaniens Geschichte mit den Juden bemühte, und er fing an, Psalmen zu schreiben.
1914 kam sein Psalmenband El candelabro de los siete brazos (salmos) heraus. 1919 gab er seine Tätigkeit als Journalist auf, um sich vollständig der Literatur zu widmen. Er suchte weiterhin die literarischen Cafés und Zirkel auf, gab die Zeitschrift Rivista di Cervantes heraus und lernte in dieser Zeit Literaten wie Vicente Huidobro, Guillermo de Torre, Borges und Adriano del Valle kennen.
Seit 1938 drängten ihn südamerikanische Freunde mehrmals, mit ihnen nach Südamerika zu gehen, was er aber ablehnte. 1939, während des spanischen Bürgerkriegs, wurde sein Haus von Bomben zerstört; seine private Bibliothek hatte er vorsorglich bereits an einem sicheren Ort untergebracht. Als Jude sah er sich immer mehr den Pressionen von Seiten der Faschisten ausgesetzt, er hörte auf zu publizieren, ging in die "Innere Emigration". Er schrieb aber weiterhin Erzählungen und Abhandlungen "für die Schublade" und widmete sich vor allem seinen Übersetzungen aus der Weltliteratur.
1962, im Alter von 80 Jahren, heiratete er seine langjährige Gefährtin Braulia Galán Lancha, die Mutter seines Sohnes Rafael (* 1958).

## Das literarische Werk
Cansinos Assens, der keine abgeschlossene Schulausbildung und keinerlei Akademische Ausbildung bekommen hat, übersetzte seit seiner Schulzeit, als er schon den “Télémaque” von François Fénelon aus dem Französischen übertragen hatte, Werke der Weltliteratur ins Spanische. Neben dem Hebräischen und Lateinischen beherrschte er u. a. Italienisch, Deutsch, Französisch, Schwedisch, Russisch.
1944 begann er mit der Übersetzung von Tausendundeiner Nacht, die er im Frühjahr 1945 abschloss. Ab 1949 verfasste er eine „literarische“ Koran-Übersetzung, gab eine Anthologie persischer Dichtung heraus.
Neben seiner Übersetzungen schrieb er zahlreiche Gedichte, Novellen und Erzählungen, von denen einige inzwischen in Spanien neu aufgelegt worden sind. Seine Werke wurden bisher nicht ins Deutsche übersetzt.

## Archiv
Der Nachlass von Cansinos Assens, rund 40 000 Dokumente und Objekte, darunter nicht veröffentlichte Manuskripte, zahlreiche Karten und Bücher, wird von der Fudacion Cansino Assens in Madrid aufbewahrt und betreut. Leiter der Stiftung ist Rafael Cansinos, ein Sohn des Autors.

## Ehrungen
Nach Cansinos Assens ist der spanische Übersetzerpreis Premio Rafael Cansinos Assens de Traducción benannt.

## Werke
Autobiografie
- La novela di un literato. 3 Bände. Madrid 2005.[4]

Übersetzungen
- El Koran. Traducion directa, literal e íntegra. [1949]. Madrid 2006.  ISBN 978-84-934976-5-1
- Las Mil y Una Noches.  [1945]. 1960.

- Stéphane Mallarmé: Un coup de Dés. 1919.
- Flavius Claudius Iulianus: Las obras completas del emperador. Bd 1 (panegíricos y oraciones); Bd 2.(libelos y epístolas);
- Luigi Pirandello: Il difunto Matias Pascal. 1924.
- Guillaume Apollinaire: Le poète assasiné. 1924.
- Niccolò Machiavelli: Obras escabrosas. La mandrágora. El padre Alberico. La celestina. El archidiablo Belfegor. Trad. und Vorwort von Casinos Assens. 1924.
- Fjodor Dostojewski: Das Gesamtwerk. 1934–1963.
- Johann Wolfgang Goethe: Obras Literarias. Madrid 1944.
- Johann Wolfgang Goethe: Obras completas. Madrid 1950ff.
- Johann Wolfgang Goethe: Diarios y Anales. 2 Vol. Barcelona 1986. ISBN 84-297-2398-6
- Honoré de Balzac: Das Gesamtwerk. (unvollendet)

Cansinos arbeitete bis kurz vor seinem Tod an der Übersetzung des Gesamtwerks von Balzac,
die er aber nicht mehr fertigstellen konnte.
Essays
- Espagna y los judios espagnoles. Tortosa; Monclus 1919.
- Los valores eróticos en las religiones (De Eros a Cristo) – Madrid, 1925.
- Los judíos en la literatura española. Columna, Buenos Aires 1937
- Los judíos en la literatura española . [Buenos Aires 1937] Con  una introducción de Jacobo Israel Garzón y un epílogo de Luis Emilio Soto.  Valencia 2001.
- Mahoma y el Korán (Biografía crítica del profeta y estudio y versión de su mensaje) – Buenos Aires, 1954. Prologa César Tiempo. Arca Editorial 2006. ISBN 84-934976-4-9
- Goethe. Una biografia. 1999. ISBN 84-7702-287-9

## Briefwechsel
- Correspondencia Rafael Cansinos Assens, Guillermo de Torre : 1916-1955 Hrsg. von Carlos Garcia. 2004. ISBN 84-8489-168-2